# Gurbrü
Gurbrü (em francês: Corbruil) é uma comuna da Suíça, situada no distrito administrativo de Berna-Mittelland, no cantão de Berna. Tem 1,8 km² de área e sua população em 2018 foi estimada em 261 habitantes.